# Strada provinciale 52 Porretta-Castel di Casio
La strada provinciale 52 Porretta-Castel di Casio è una strada provinciale italiana della città metropolitana di Bologna.

## Percorso
Ha inizio a Porretta Terme, dove passa accanto alla stazione. Entra presto nel comune di Castel di Casio nella frazione di Berzantina e procede verso nord lungo la sponda destra del Reno. In località Silla comincia una lunga salita in direzione nord-est che la porta fino a Pian di Casale e Le Piane: qui vira verso sud, in modo da raggiungere Poggio e Castel di Casio e, una volta scesa a valle, concludersi nella strada provinciale 23 Ponte Verzuno-Suviana.